# Marsawa
Marsawa is een bestuurslaag in het regentschap Kuantan Singingi van de provincie Riau, Indonesië. Marsawa telt 3207 inwoners (volkstelling 2010).